# گمینا سکارشو
گمینا سکارشو (به لهستانی:  Gmina Skaryszew) یک گمینا در لهستان است که در شهرستان رادوم واقع شده‌است. گمینا سکارشو ۱۷۱٫۴۱ کیلومتر مربع مساحت و ۱۳٬۳۵۶ نفر جمعیت دارد.